# Всадник без головы (фильм, 1973)
«Всадник без головы» (исп. El Jinete sin Cabeza) — советско-кубинский художественный полнометражный цветной приключенческий вестерн, снятый Владимиром Вайнштоком в 1973 году по мотивам одноимённого романа Майн Рида.

## Сюжет
События происходят в 1850 году в США в Техасе. Луиза, дочь богатого плантатора Пойндекстера, хозяина асьенды Каса-дель-Корво, влюбилась в бедного мустангера Мориса Джеральда. В ночь, когда произошло их тайное свидание, пропал её брат Генри. Подозрение в убийстве падает на Джеральда, которого нашли в крови, со следами борьбы на теле и в плаще Генри. Ещё минута, и разъярённая толпа линчевала бы Джеральда, но тут появляется таинственный всадник без головы.

## В фильме снимались

### В ролях
- Олег Видов — Морис Джеральд (озвучивает Эдуард Изотов)
- Людмила Савельева — Луиза Пойндекстер, дочь владельца асьенды
- Эслинда Нуньес — Исидора Коварубио Де Лос-Льянос
- Энрике Сантиэстебан — Мигель Диас, владелец салуна, он же бандит «Эль Койот»
- Алехандро Луго — Пойндекстер, владелец поместья Каса-дель-Корво, плантатор—рабовладелец
- Аарне Юкскюла — Кассий Колхаун, офицер
- Иван Петров — Зеб Стамп, охотник, друг Мориса Джеральда
- Альфонсо Годинес — Плутон, чернокожий слуга—раб Пойндекстеров
- Роландо Диас Рейес — майор армии США
- Александр Милокостый — Генри Пойндекстер, младший брат Луизы
- Платон Лесли — судья

### В эпизодах
- Виктор Беловольский — эпизод
- Виктор Весёлкин — защитник на суде
- Андрей Владимиров — Дик Мэлон
- А. Ефимов — эпизод
- Владимир Ионтов — помощник прокурора
- Александр Космачевский — Сэм Менли
- И. Лезгишвили — защитник на суде
- В. Молодкин — эпизод
- О. Попов — эпизод
- Дмитрий Сечкарёв — Шелтон
- Екатерина Харкевич — жена Дика Мэлона
- Алексей Арабей — эпизод (нет в титрах)
- Сергей Зеленюк — эпизод (нет в титрах)
- Фара Мария — певица в салуне (нет в титрах)
- Семён Стеценко — плантатор (нет в титрах)
- Абдужабор Турдиев — ковбой (нет в титрах)

## Съёмочная группа
- Автор сценария: Владимир Вайншток (Владимир Владимиров), Павел Финн
- Постановка: Владимир Вайншток
- Главный оператор: Константин Рыжов
- Главные художники: Грачья Мекинян, Яков Ривош
- Режиссёр: Виктор Сергеев
- Композитор: Никита Богословский
- Звукооператор: Тигран Силаев
- Дирижёр: Юрий Темирканов
- Поёт: Фара Мария (Куба)
- Текст песен: Павел Грушко
- Директор картины: Владимир Тарасов

## Съёмки
Декорации Техаса сделали в Белогорском районе. Первоначально планировали проводить съёмки на Белой Скале, но она оказалась занята съёмочной группой «Чиполлино». Поэтому декорации перенесли в Красную Балку. Белая скала (Ак-Кая) с пиковой высотой 325 м над уровнем моря стала главной естественной декорацией в фильме. Игру в кольца, откровенный разговор Генри и Луизы Пойндекстеров снимали на поляне Воронцовского парка в Алупке. А часть асьенды — поместья луизианского плантатора — режиссёр Вайншток присмотрел в Ливадийском дворце. Основную же декорацию асьенды Каса-дель-Корво (Дом на излучине) — вдоль линии крымских тополей — с элементами мавританско-мексиканского стиля, а также 400-метровую улицу с перекрёстком, судом и салуном Мигеля Диаса соорудили под Белой скалой. На скале декораторы выстроили ещё стены со сторожевой башней американского форта, но он всегда показан вдалеке, на заднем плане без подробностей.
Караван Пойндекстера и пожар в прерии снимали в Азербайджане, в Агатовых горах Хызы, в 104 километрах от Баку. Вместо живых кактусов нужную территорию «засадили» пластмассовыми колючками, а хлопковые поля декораторы делали, разбрасывая по траве обычную вату. Хижину Мориса снимали в Крымском центральном заповеднике на кордоне «Олень», её роль «сыграла» баня для лесничих.
Всадника без головы играли по очереди местные восьмилетние школьники. Голову втягивать им не приходилось — на её уровне им просто накладывали бутафорcкие плечи. Темнокожих рабов играли студенты-кубинцы — их каждый день из Симферополя на автобусе привозили, а военный оркестр набрали из местных — белогорцев. Они же снимались в эпизодах бала. Чтобы собрать достойный табун мустангов для эффектных кадров, лошадей сгоняли со всего Крыма. Гривы и хвосты коням покрасили серебрянкой (в природе такого окраса не бывает).

## Критика
Кинокритик Всеволод Ревич писал в «Советском экране», что авторы фильма сумели «создать динамичный киновариант романа без явных стыков и швов, которые так часто бросаются в глаза при встречах с экранизациями». «Это не значит, — также отмечал он, — что все эпизоды и диалоги безупречны». Критику не понравилась сцена жестокого самосуда Мориса над своим врагом.
Критик Денис Горелов отмечал, что эта «картина домашнего производства казалась абсолютно неродной», а «Видов и Савельева выглядели на экране совершеннейшими американцами». Он также обращал внимание на то, что штат Техас снимался на Кубе. «В кои-то веки, — писал он, — испанская Америка выглядела на нашем экране испанской Америкой, а не загримированным кишлаком, в кои веки злонамеренных смуглых усачей играли не опереточные цыгане».